# ANFO
ANFO je naziv za smjesu amonijevog nitrata i tekućeg goriva, najčešće nafte. Amonijevu nitratu se zbog male osjetljivosti na udar, trenje i vatru dodaje najčešće naftno ulje (diesel) da se poveća osjetljivost. Zbog vrlo slabe osjetljivosti, koristi se kao stabilni industrijski eksploziv, a poznat je kao snažan eksploziv iz kućne radinosti, jer je korišten u mnogim terorističkim napadima.
ANFO eksplozivi pripadaju skupini eksplozivnih smjesa koje nisu senzibilizirane nekim monomolekularnim eksplozivom.
Za proizvodnju ANFO eksploziva glavna sirovina je amonijev nitrat, koji se najpoznatije umjetno gnojivo.
Nakon procesa proizvodnje amonijevog nitrata u zrnaca (male bijele kuglice) odlaze na dvostupanjsko sušenje, gdje se uz hlađenje i isparavanje vlage stvara porozna struktura i onda je spreman za natapanje s nekim od tekućih goriva.
Za aktivaciju (i neka je natopoljen naftom i dalje ga je teško aktivirati običnim detonatorom) ovog najpoznatijeg i najiskorištenijeg eksploziva današnjice se koristi isto tako poznati eksploziv amonal, koji je pak booster ANFO-u.
- Amonal (amon[ij] + al[uminij]), je eksplozivna smjesa koja sadrži amonijev nitrat, trinitrotoluen (ili neki drugi brizantni eksploziv) i aluminijski prah.